# Фріц фон Шольц
Фрідріх «Фріц» Макс Карл фон Шольц, Едлер фон Реранче (нім. Friedrich „Fritz“ Max Karl von Scholz, Edler von Rarancze; 9 грудня 1896 — 28 липня 1944) — австрійський, потім німецький офіцер, учасник Першої і Другої світових воєн, группенфюрер і генерал-лейтенант військ СС, кавалер Лицарського хреста з Дубовим листям та Мечами.

## Біографія

### Перша світова війна
У липні 1914 року був призваний під час загальної мобілізації в армію Австро-Угорщини, в артилерійський полк. Воював на російському та італійському фронтах.

### Між світовими війнами
У 1919 році демобілізований з армії. У пошуках роботи переїхав до Німеччини. У 1921 році вступив у добровольчий корпус «Оберланд» (Freikorps Oberland) у Сілезії, воював проти комуністичних і польських загонів.
Перейнявшись ідеями націонал-соціалізму, фон Шольц повернувся в Австрію і в жовтні 1932 року вступив в австрійське відділення НСДАП, брав участь у бійках з активістами комуністичної партії Австрії. Через переслідування з боку влади Австрії, випустили ордер на його арешт, наприкінці 1933 року фон Шольц втік до Німеччини. Вступив у загін СС. До початку Другої світової війни фон Шольц командував батальйоном полку СС «Дер Фюрер».

### Друга світова війна
Брав участь у Французькій кампанії, командиром гренадерського полку СС «Нордланд», у званні оберштурмбанфюрер. Нагороджений Залізними хрестами обох ступенів. З січня 1941 — у званні штандартенфюрер.
З 22 червня 1941 року брав участь у німецько-радянській війні. Брав участь у боях в Україні.
З травня 1943 командує 11-ю добровольчою танково-гренадерською дивізією СС «Нордланд» (з норвезьких і данських добровольців). Восени 1943 дивізія воює проти комуністичних партизанів Тіто в Хорватії.
З грудня 1943 року 11-та дивізія СС воює під Ленінградом, з березня 1944 — в районі Нарви.
27 липня 1944 року фон Шольц в боях під Нарвою поранений осколком снаряда в голову, на наступний день помирає.

## Звання
- Лейтенант (1915)
- Обер-лейтенант (1 листопада 1917)
- Анвертер СС (10 червня 1933)
- Манн СС (21 грудня 1933)
- Шарфюрер СС (21 грудня 1933)
- Обершарфюрер СС (2 лютого 1934)
- Труппфюрер СС (20 квітня 1934)
- Обертруппфюрер СС (3 липня 1934)
- Оберштурмфюрер СС (30 січня 1935)
- Гауптштурмфюрер СС (30 січня 1936)
- Штурмбаннфюрер СС (1 квітня 1938)
- Оберштурмбаннфюрер СС (30 січня 1940)
- Штандартенфюрер військ СС (30 січня 1941)
- Оберфюрер військ СС (1 жовтня 1941)
- Бригадефюрер СС і генерал-майор військ СС (21 грудня 1942)
- Группенфюрер СС і генерал-лейтенант військ СС (20 квітня 1944)

## Нагороди
- Бронзова і срібна медаль «За військові заслуги» (Австро-Угорщина)
- Золота медаль за хоробрість (Австро-Угорщина) (1918)
- Почесний хрест ветерана війни з мечами
- Німецький кінний знак в сріблі
- Кільце «Мертва голова»
- Почесна шпага рейхсфюрера СС
- Медаль «У пам'ять 13 березня 1938 року»
- Медаль «У пам'ять 1 жовтня 1938»
- Залізний хрест
  - 2-го класу (17 травня 1940)
  - 1-го класу (29 травня 1940)
- Штурмовий піхотний знак в сріблі
- Німецький хрест в золоті (22 листопада 1941)
- Лицарський хрест Залізного хреста з дубовим листям і мечами
  - лицарський хрест (18 січня 1942)
  - дубове листя (№ 423; 12 березня 1944)
  - мечі (№ 85; 8 серпня 1944 — посмертно)
- Нагрудний знак «За поранення» в чорному
- Медаль «За зимову кампанію на Сході 1941/42»
- Орден Хреста Свободи 2-го класу з мечами (Фінляндія)